# Горна Любогоща
Горна Любогоща (на сръбски: Горња Љубогошта) е село в Босна и Херцеговина, разположено в община Пале, в ентитета на Република Сръбска. Населението му според преброяването през 2013 г. е 103 души, от тях: 103 (100 %) сърби.

## Население
Численост на населението според преброяванията през годините:
- 1961 – 251 души
- 1971 – 263 души
- 1981 – 186 души
- 1991 – 163 души
- 2013 – 103 души